# Phoracantha mitchelli
Phoracantha mitchelli là một loài bọ cánh cứng trong họ Cerambycidae.